# جيري ماغواير (فلم)
جيري ماغواير (بالإنجليزية: Jerry Maguire) فيلم أمريكي من إنتاج عام 1996، وهو من بطولة توم كروز، وكوبا غودينغ جونير، ورينيه زيلويجر، وكيلي بريستون.

## الترشيحات والجوائز

### جائزة الأوسكار
- ترشح الفيلم لجائزة الأوسكار لأفضل فيلم .
- ترشح الفيلم لجائزة أفضل تحرير.
- ترشح كاميرون كرو لجائزة الأوسكار لأفضل سيناريو أصلي.
- ترشح توم كروز لجائزة الأوسكار لأفضل ممثل.
- فاز الممثل كوبا غودينغ جونير لجائزة الأوسكار لأفضل ممثل ثانوي عن دوره بالفيلم.

### الغولدن غلوب
- ترشح الفيلم لجائزة أفضل فيلم عن فئة الأفلام الموسيقية والكوميدية.
- ترشح كوبا غودينغ جونير لجائزة أفضل ممثل.
- فاز توم كروز بجائزة الغولدن غلوب لأفضل ممثل عن فئة الأفلام الموسيقية والكوميدية.

## وصلات خارجية
- مقالات تستعمل روابط فنية بلا صلة مع ويكي بيانات

1. ↑  "معلومات عن جيري ماغواير (فيلم) على موقع kinopoisk.ru". kinopoisk.ru. مؤرشف من الأصل في 2019-04-19.
2. ↑  "معلومات عن جيري ماغواير (فيلم) على موقع metacritic.com". metacritic.com. مؤرشف من الأصل في 2018-08-24.
3. ↑  "معلومات عن جيري ماغواير (فيلم) على موقع cinema.de". cinema.de. مؤرشف من الأصل في 2019-12-17.